# Brachythecium zanonii
Brachythecium zanonii är en bladmossart som beskrevs av William Russell Buck 1988. Brachythecium zanonii ingår i släktet gräsmossor, och familjen Brachytheciaceae. Inga underarter finns listade i Catalogue of Life.